# Gaucelmus augustinus
Gaucelmus augustinus är en spindelart som beskrevs av Eugen von Keyserling 1884. Gaucelmus augustinus ingår i släktet Gaucelmus och familjen grottspindlar. Inga underarter finns listade i Catalogue of Life.